# Hauptsturmführer

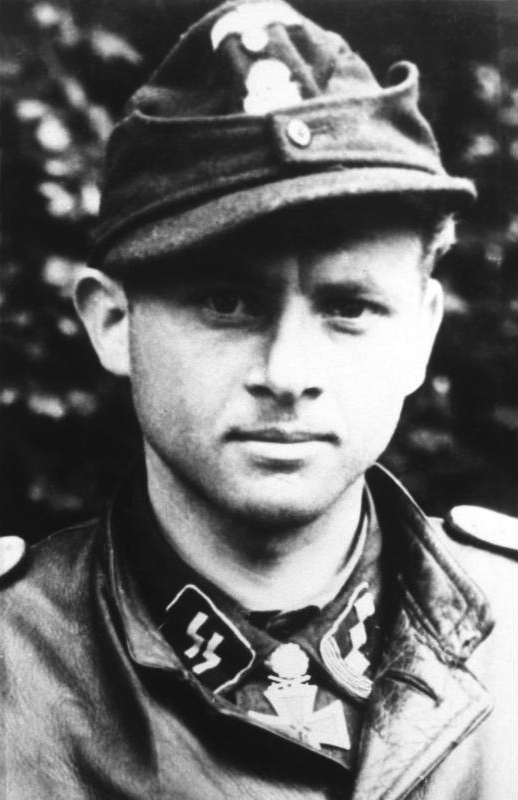
Hauptsturmführer Michael Wittmann (1914–1944). Runt halsen bär Wittmann Riddarkorset av Järnkorset med eklöv och svärd.

SS-Hauptsturmführer var en grad inom Nazitysklands paramilitära SS, motsvarande kapten inom armén.

## SS-Hauptsturmführer i urval
- Klaus Barbie
- Alois Brunner
- Friedrich Entress
- Amon Göth
- Gottlieb Hering
- Josef Kramer
- Josef Mengele
- Hans-Gösta Pehrsson
- Erich Priebke
- Rudolf von Ribbentrop
- Dieter Wisliceny
- Michael Wittmann
- Franz Stangl

## Gradbeteckningar för Hauptsturmführer i Waffen-SS

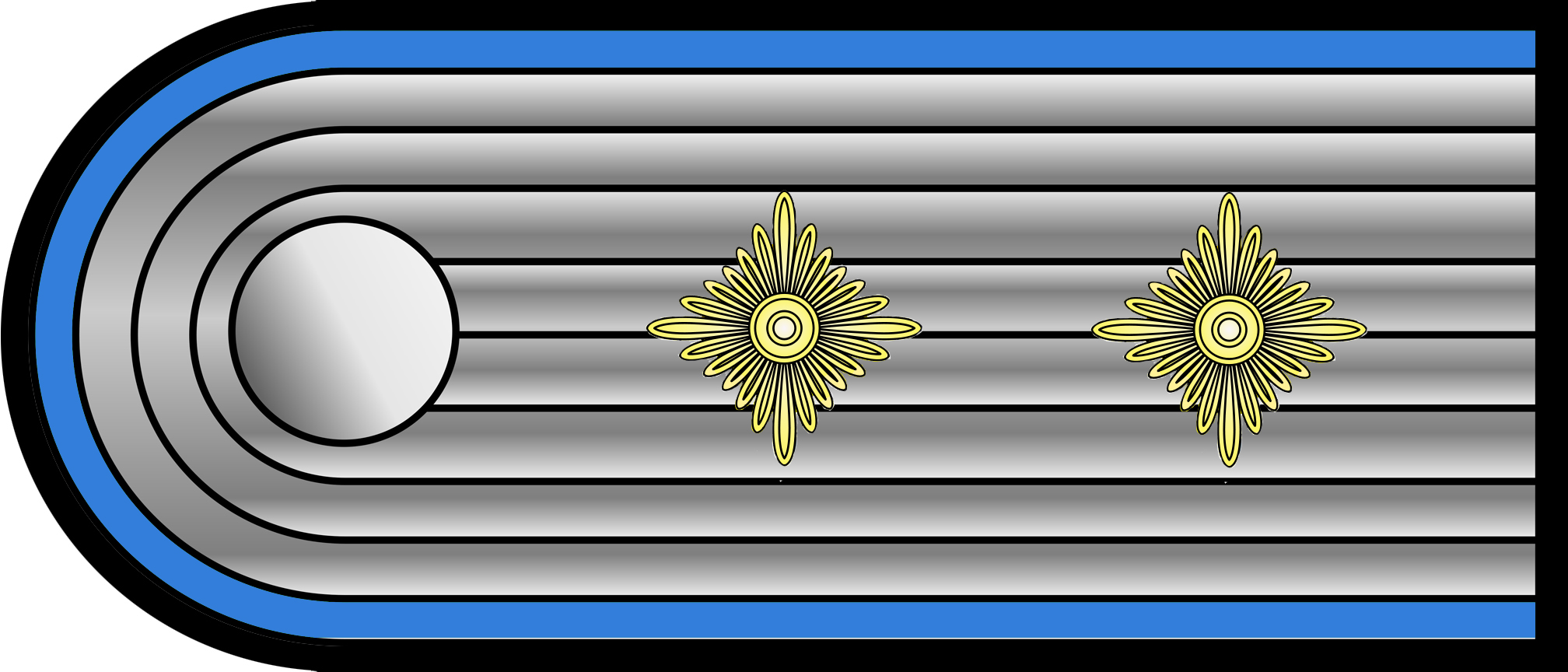
Axelklaff.
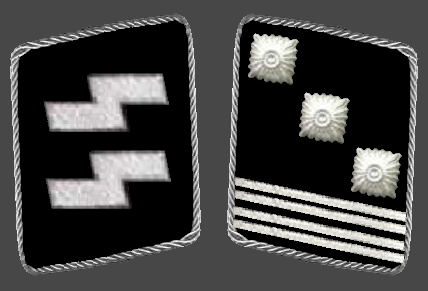
Kragspeglar.
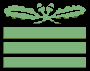
Kamouflage.
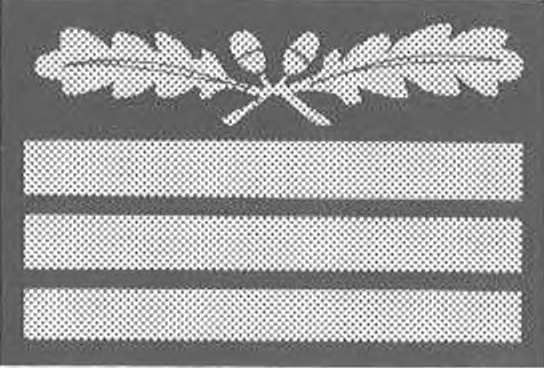
Kamouflage.